# North Massapequa
North Massapequa és una concentració de població designada pel cens dels Estats Units a l'estat de Nova York. Segons el cens del 2000 tenia 19.152 habitants.

## Demografia
Segons el cens del 2000, North Massapequa tenia 19.152 habitants, 6.281 habitatges, i 5.288 famílies. La densitat de població era de 2.448,6 habitants per km².
Dels 6.281 habitatges en un 36,5% hi vivien nens de menys de 18 anys, en un 71,9% hi vivien parelles casades, en un 9,3% dones solteres, i en un 15,8% no eren unitats familiars. En el 13,2% dels habitatges hi vivien persones soles el 7,8% de les quals corresponia a persones de 65 anys o més que vivien soles. El nombre mitjà de persones vivint en cada habitatge era de 3,05 i el nombre mitjà de persones que vivien en cada família era de 3,33.
Per edats la població es repartia de la següent manera: un 24,4% tenia menys de 18 anys, un 6,2% entre 18 i 24, un 30,4% entre 25 i 44, un 22,6% de 45 a 60 i un 16,4% 65 anys o més.
L'edat mediana era de 39 anys. Per cada 100 dones de 18 o més anys hi havia 90,3 homes.
La renda mediana per habitatge era de 70.825 $ i la renda mediana per família de 76.958 $. Els homes tenien una renda mediana de 54.754 $ mentre que les dones 35.859 $. La renda per capita de la població era de 25.957 $. Entorn de l'1,5% de les famílies i el 2,9% de la població estaven per davall del llindar de pobresa.